# Brad Meester
Brad Meester (Iowa Falls, 23 marzo 1977) è un ex giocatore di football americano statunitense che ha giocato nel ruolo di centro nella National Football League (NFL). Fu scelto nel corso del secondo giro (60º assoluto) del Draft NFL 2000 dai Jacksonville Jaguars. Al college ha giocato a football alla Northern Iowa University.

## Carriera professionistica

### Jacksonville Jaguars
Meester fu scelto dai Jacksonville Jaguars nel secondo giro del Draft 2000 e partì come titolare in tutte le 16 partite della sua stagione da rookie. Fu solamente il terzo debuttante della storia dei Jaguars a ad essere sempre schierato dall'inizio nella sua prima stagione. Nel 2003 fu spostato dal ruolo di guardia sinistra a quello di centro dopo l'addio del free agent John Wade. È l'unico giocatore della storia dei Jaguars ad essere partito come titolare nelle prime 92 partite della carriera. La sua striscia si interruppe il 4 novembre 2005 quando si infortunò a un tricipite nella gara contro i Cleveland Browns.
Meester divenne unrestricted free agent dopo la stagione 2009 ma rifirmò coi Jaguars il 27 febbraio 2010.
Meester tornò ad essere free agent il 12 marzo 2013 e sette giorni dopo firmò nuovamente con Jacksonville.
Il 18 dicembre 2013, Meester annunciò il suo ritiro al termine della stagione dopo 14 anni e 209 partite, tutte come titolare, con i Jaguars.

## Palmarès
- PFWA All-Rookie Team - 2000

## Statistiche
| Partite totali      | 209 |
| Partite da titolare | 209 |